# Hyklát
Hyklát (latinsky hyclas) je ve farmacii používaný pojem pro hydrochlorid hemiethanolát-hemihydrát  (·HCl·½EtOH·½H2O), např. doxycyklin-hyklát.